# بوبنیتسه
بوبنیتسه (به چکی: Bobnice) یک منطقهٔ مسکونی در جمهوری چک است که در ناحیه نیمبورک واقع شده‌است. بوبنیتسه ۹٫۹۳ کیلومتر مربع مساحت و ۸۵۶ نفر جمعیت دارد و ۱۹۲ متر بالاتر از سطح دریا واقع شده‌است.